# Rouvres-la-Chétive
Rouvres-la-Chétive là một xã, nằm ở tỉnh Vosges trong vùng Grand Est của Pháp. Xã này có diện tích 11,33 kilômét vuông, dân số năm 1999 là 391 người. Xã này nằm ở khu vực có độ cao từ 345–483 m trên mực nước biển.
Dân địa phương tiếng Pháp gọi là Roburiens.

## Biến động dân số
| 1962                                         | 1968 | 1975 | 1982 | 1990 | 1999 | 2004 |
| -------------------------------------------- | ---- | ---- | ---- | ---- | ---- | ---- |
| 419                                          | 423  | 381  | 384  | 378  | 391  | 412  |
| Số liệu từ năm 1962: Dân số không tính trùng |      |      |      |      |      |      |